# Wysiełki (przystanek kolejowy)
Wysiełki (ros. Выселки) – przystanek kolejowy w miejscowości Wysiełki, na granicy rejonów suzdalskiego i kamieszkowskiego, w obwodzie włodzimierskim, w Rosji. Położony jest na nowym szlaku Kolei Transsyberyjskiej.